# Вікторово (гміна Ґонсава)
Вікторово (пол. Wiktorowo) — село в Польщі, у гміні Ґонсава Жнінського повіту Куявсько-Поморського воєводства.
Населення — 77 осіб (2011).
У 1975-1998 роках село належало до Бидгощського воєводства.

## Демографія
Демографічна структура станом на 31 березня 2011 року:
|          | Загалом | Допрацездатний вік | Працездатний вік | Постпрацездатний вік |
| -------- | ------- | ------------------ | ---------------- | -------------------- |
| Чоловіки | 44      | 10                 | 31               | 3                    |
| Жінки    | 33      | 7                  | 17               | 9                    |
| Разом    | 77      | 17                 | 48               | 12                   |